# Glimmingehus
Glimmingehus i Vallby socken i Simrishamns kommun i Skåne är Nordens bäst bevarade enkelhusborg från medeltiden. Den tillhörde länge ätten Rosencrantz, men ägs sedan 1924 av Riksantikvarieämbetet.

## Byggnaden
Borgen innehåller många av tidens försvarsverk, såsom bröstvärn, falska dörrar och blindgångar, hål att hälla kokande tjära i, vallgravar, vindbryggor och diverse andra dödsfällor. Allt med syfte att överraska angripare och skydda borgen mot anfall. Borgen är 30 meter lång, 12 meter bred och nästan 26 meter hög (gavelspetsen). Yttermurarna, som är 2,4 meter tjocka nedtill och 1,8 meter längst upp, går 2,5 m under marken.

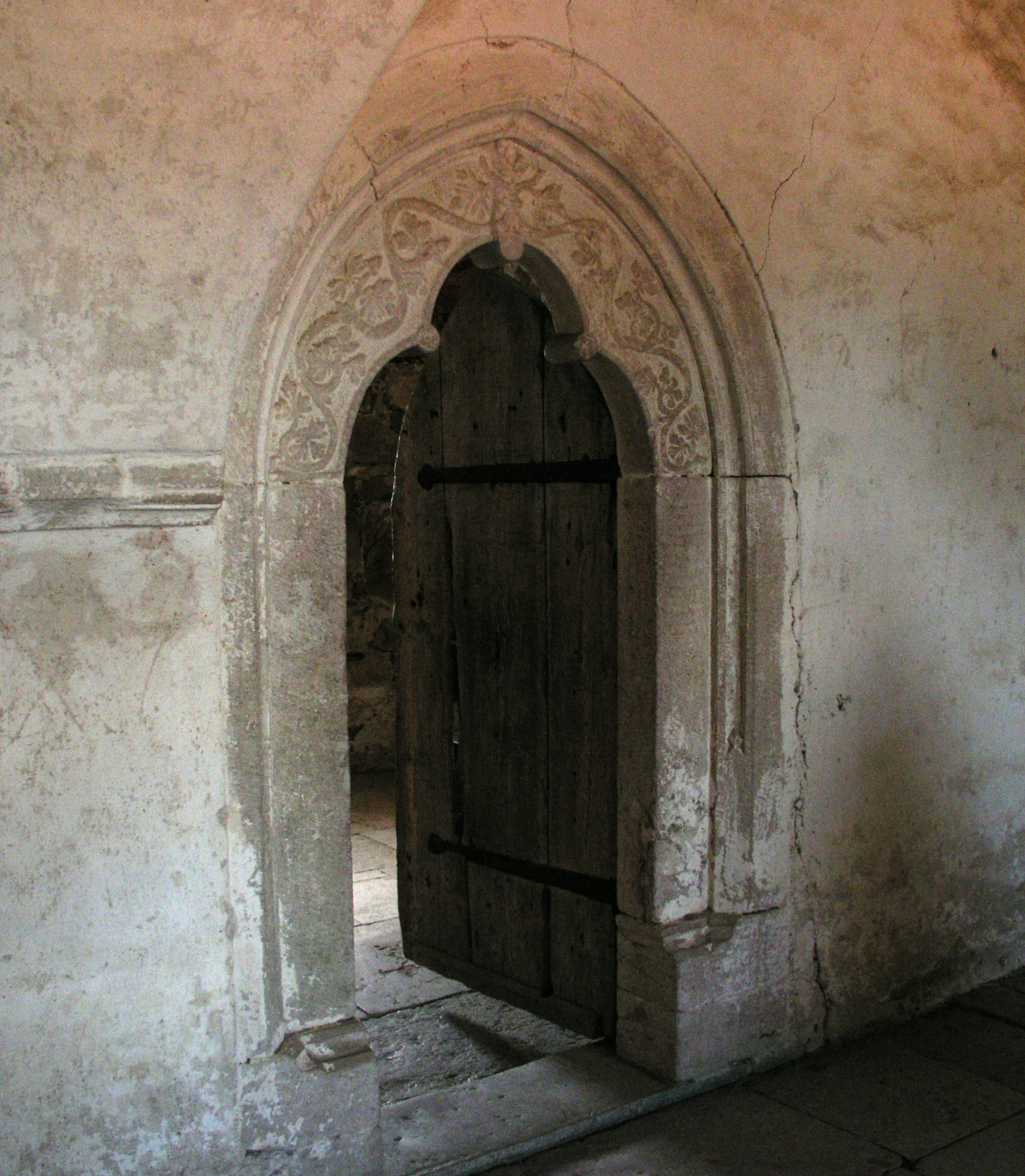
Innerdörr på Glimmingehus.

Byggnaden rymmer fyra våningar – materialet är ohuggen sandsten och kvartsit, hämtad från kusten vid Simrishamn. Hörnstycken, dörr- och fönsteromfattningar och de två nedre trapporna är av finhuggen kalksten från Gotland. Högt ovan ingången finns ett karnap varifrån het vätska eller stenar kunde släppas ner på inkräktare. Samma syfte hade hålen i skyttegången, som strax under taket sträckte sig runt borgen. Gången togs för länge sedan bort liksom muren runt hela den medeltida fästningen.
Bottenvåningen innehöll brygghus, bakstuga, kök, matförråd och vinkällare, färskvattenbrunn och eldstadsanläggning för uppvärmning av hela borgen;  varmluftskanaler fanns inmurade i väggarna (se hypokaust). Skorstenarna togs bort när byggnaden började användas till sädesmagasin.
En trappa upp fanns borgherrens bostad, vardagsrum och sovrum med privet. Via två hål i borgstugans tak kunde eventuella inkräktare skjutas eller översköljas med kokande vätskor. Liknande skottgluggar finns på flera ställen i borgen.
Två trappor upp låg riddarsalen med en vapenprydd kalkstensspis. Där finns bevarade kalkstensreliefer: den ena föreställande riddare med Jens Holgersens och Holmgerd Axeldatter Brahes vapensköldar, den andra avbildar Jesu födelse och död (av Adam van Düren, som troligen gjort flera av utsmyckningarna). På samma plan låg också frustugan för slottsfrun och barnen.

## Historik
Enligt en minnestavla, som det danska riksrådet och riddaren Jens Holgersen Ulfstand lät sätta upp över slottets ingång började borgen byggas 1499. Ulfstand var riksråd, riddare och amiral under kung Hans av Danmark. Stenmästare (arkitekt, bildhuggare) var den nordtyske mästaren Adam van Düren, som även arbetade vid Lunds domkyrka.
På Ulfstands tid kallades själva godset för Stora Glimminge.("Glimynge" enligt gammal stavning)  Med detta visade man sin status både i Glimminge och trakterna omkring. 

### Riddarromantik
Många föremål har grävts fram vid arkeologiska undersökningar som visar det överflöd riddarens familj på Glimmingehus omgav sig med fram till Jens Holgersen Ulfstands död 1523. Några av de dyraste föremål som gick att köpa i Europa, till exempel venetianskt glas, motivpressat glas från området kring Rhen och spansk keramik har hittats på slottet. Tecken på familjens rikedom kan även ses inuti borgen. Riddarens familj hade tillgång till bekvämligheter som varmluftskanaler i väggarna och bänkar i fönsternischerna. Även om borgen var bekväm för sin tid kan Glimmingehus ses som ett uttryck för riddarromantik. Den var knappast ny eller framåtsträvande ens för riddarens samtida och definitivt inte för senare generationers skånsk adel. Troligen var Glimmingehus inte bebott mer än under några få generationer innan det gjordes om till sädesmagasin.

### Rivningsplaner
Karl XI:s order under Skånska kriget 1676 att riva slottet för att undvika att det föll i den danske kungens händer kunde inte genomföras. Ett första försök, där 20 skånska bönder tvingades hjälpa till, misslyckades. Ytterligare 230 man skickades till Glimmingehus i ett andra försök. Innan de hunnit utföra ordern siktades dock en dansk-holländsk flotta i Ystad, och svenskarna övergav rivningsförsöken.

### Från spannmålsmagasin till museum
Borgen tjänade som spannmålsmagasin under 1700-talet och donerades till Vitterhetsakademin av agronom Nils Månsson 1924. Åren 1935-38 genomfördes ett omfattande restaurerings- och utgrävningsprojekt av J.E. Liljegrens byggnadsfirma under ledning av byggmästare Sture Larsson. Bland annat tömdes de gamla vallgravarna och de stenskodda kanterna återställdes. Utgrävningen utfördes av så kallade samvetsömma, det vill säga vapenvägrare som fick utföra vapenfri tjänst. Glimmingehus förvaltas idag av Statens Fastighetsverk. På borgen finns museum, medeltida kök, museibutik samt restaurang och café. Under sommaren görs flera guidade visningar dagligen. Sommartid anordnas berättaraftnar under titeln "Bisarra berättelser och hiskeliga historier".

## Bildgalleri

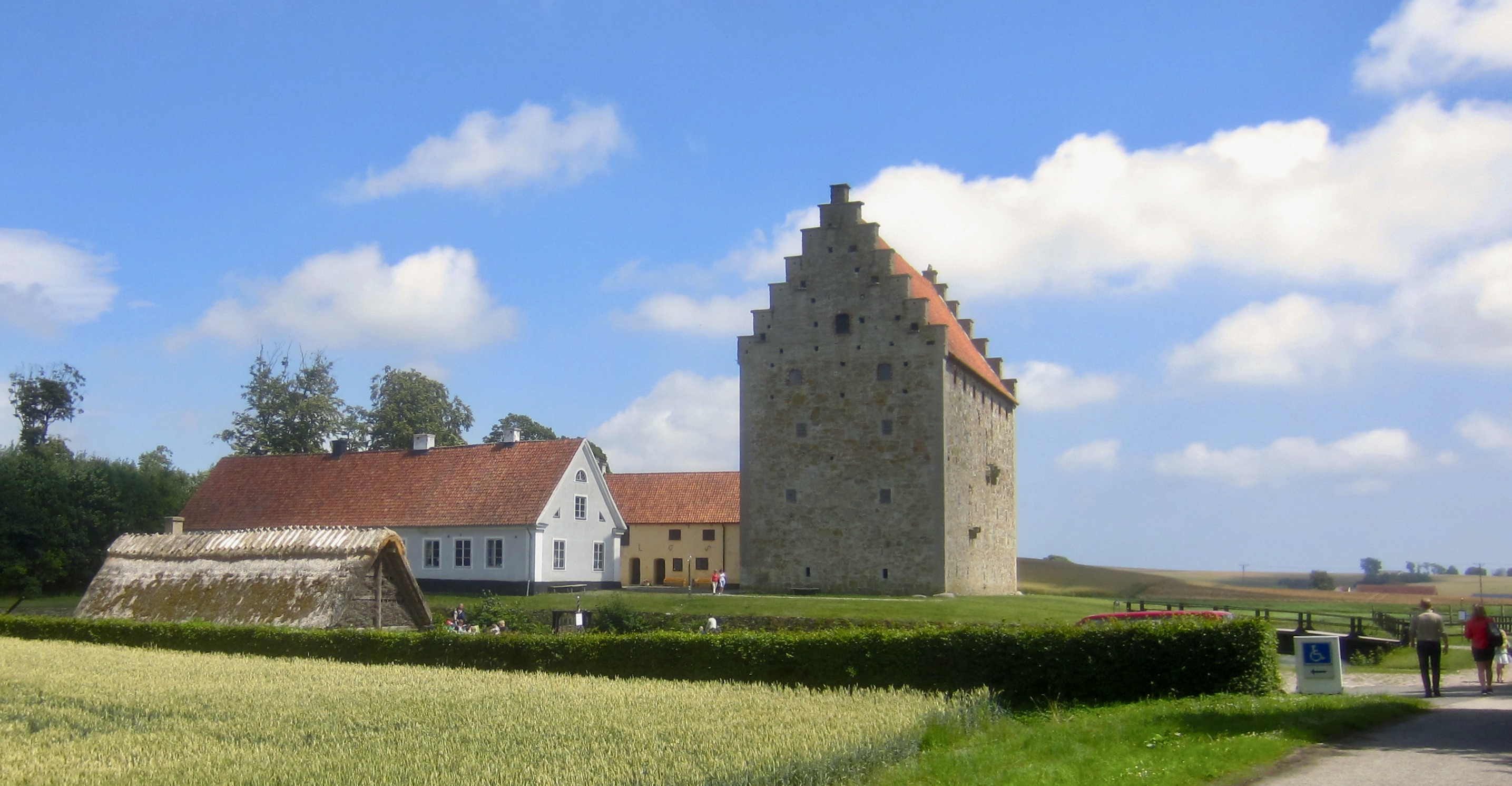
Borgen på avstånd.
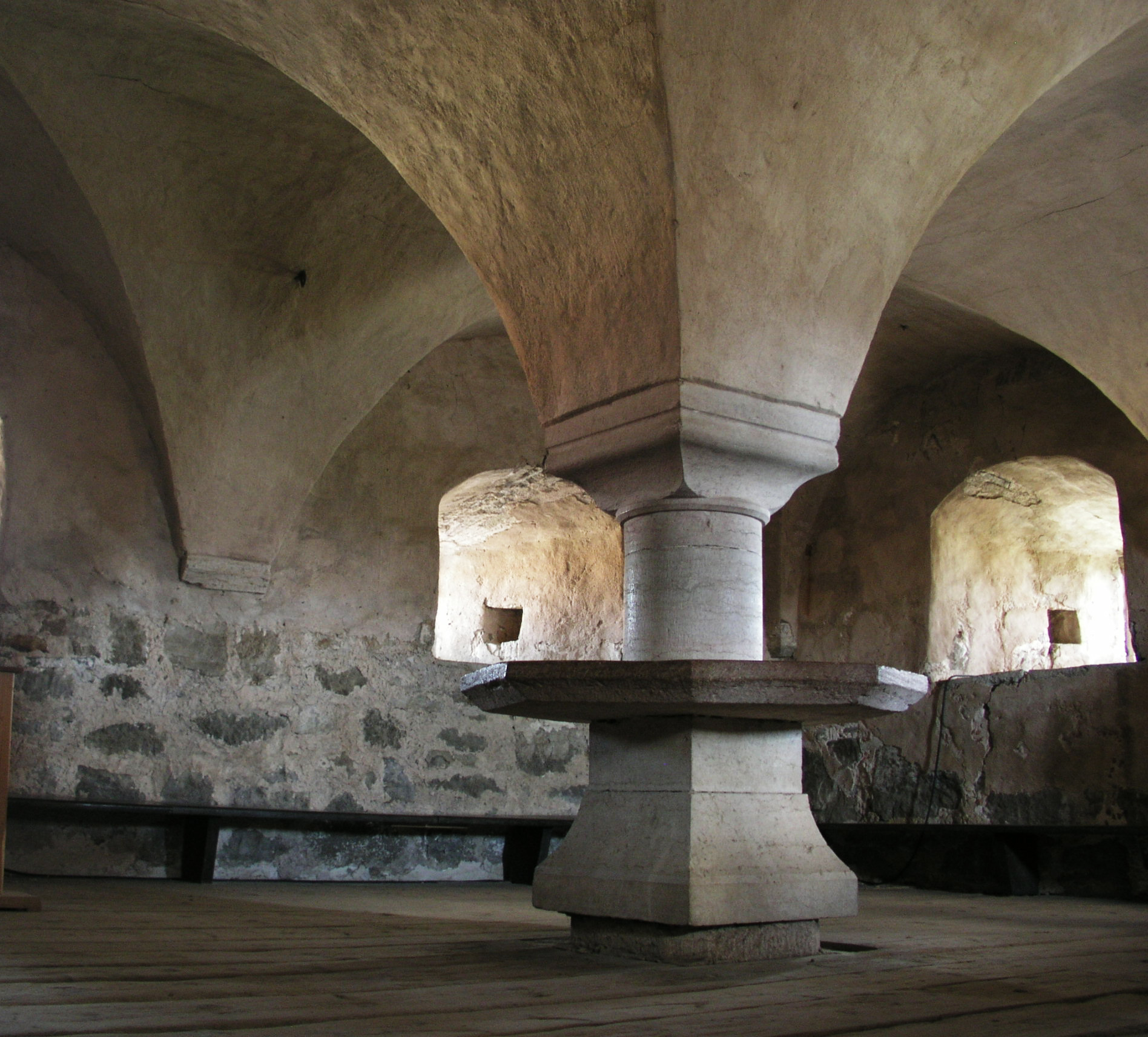
De tunga valven.
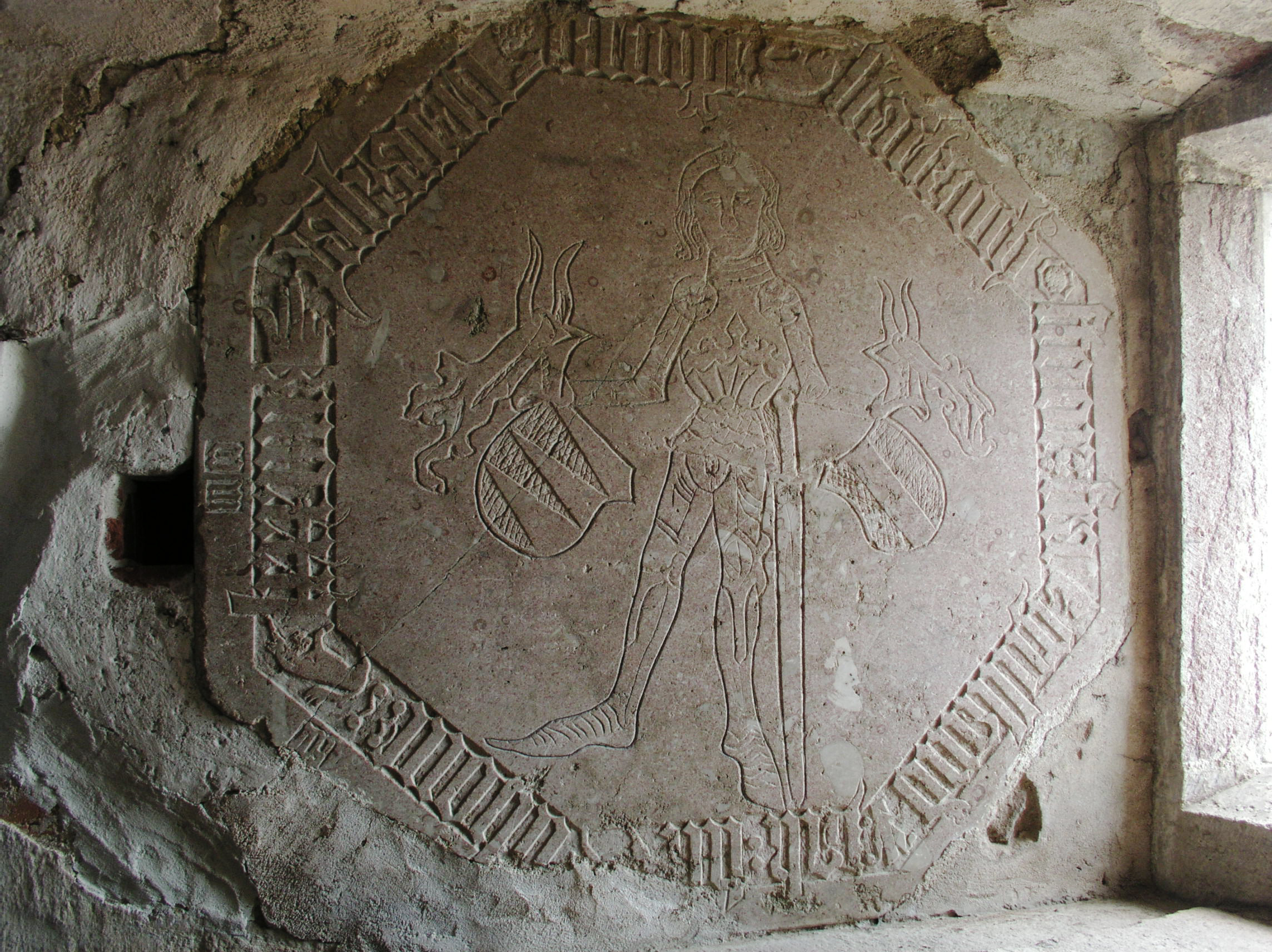
Stentavla med Jens Holgersen Ulfstands bild på Glimmingehus.
- 3D-modell skapad av Riksantikvarieämbetet.